# مسجد طينال
مسجد الأمير سيف الدين طينال هو مسجد تاريخي، يقع على مدخل مدينة طرابلس الجنوبي، في منطقة باب الرمل، والذي يعود بناؤه لعهد المماليك عام 736 هـ/ 1336م في عهد الأمير سيف الدين طينال. للمسجد 5 قباب خضراء اللون متفاوتة الحجم، ومئذنة يمكن الصعود والنزول منها لشخصين في آن واحد.
يعتبر مسجد الأمير طينال أهم مساجد مدينة طرابلس بعد المسجد المنصوري الكبير، وقد كتب عن المسجد العديد من المؤرخين والرحالة مثل ابن بطوطة الذي زاره خلال رحلاته وكتب عنه في كتابه. ويعتبر مزارًا سياحيًا الآن.

## وصف المسجد

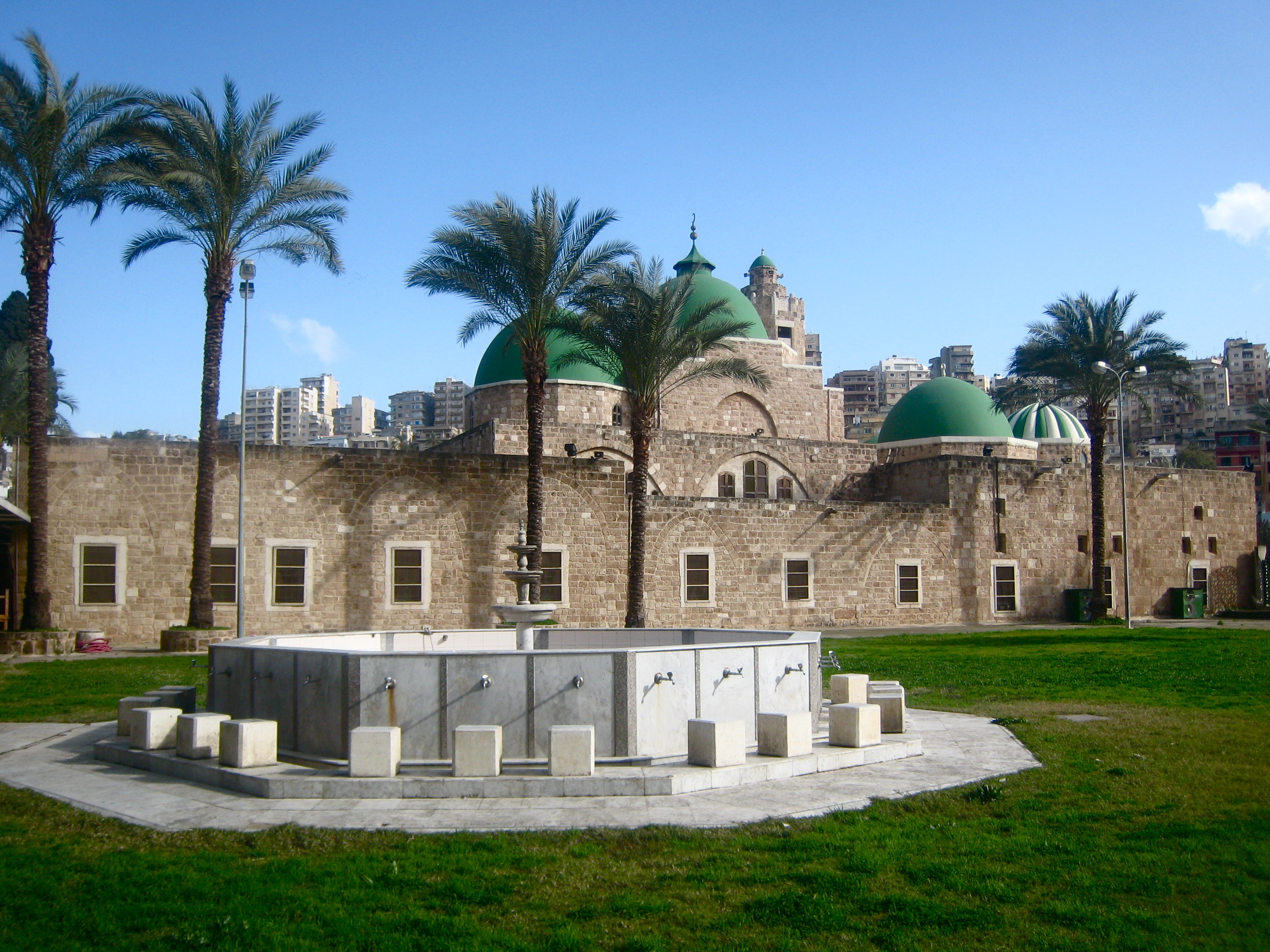
منظر خارجي للمسجد والحديقة المحيطة به

يقع على الضفة اليسرى لنهر أبو علي، في ظاهر طرابلس، جنوبي مقابر محلة باب الرمل، على بعد ثلاثة دقائق من ساحة عبد الحميد كرامي (ساحة النور) المدخل الجنوبي لطرابلس.
شيده نائب السلطنة الأمير «سيف الدين طينال الحاجب» سنة 736 هـ. يتكون المسجد من 5 قباب، ومئذنة لها سلمان فوق بعضهما، لكل منهما مخرج. ويتألف من باحة رخامية وتعلوه قبة ضخمة تقوم على أربع تيجان بيزنطية كورنثية، فوق أربع أعمدة ضخام من الجرانيت المجلوبة من مصر الفرعونية. بجوار الجامع 4 حجرات لقضاة المدينة على المذاهب الأربعة.
أما بيت الصلاة الثاني الذي يتكون منه الحرم الجنوبي وفيه المحراب والمنبر، ترتفع فوق بلاطه الأوسط قبة الجامع الثالثة القائمة على أربع دعامات. أما القبة الرابعة فتقوم فوق المحراب والمنبر وهي أصغر قباب الجامع ولكن أكثرها زخرفة، أما منبر الحرم الجنوبي، فهو خشبي تعلوه كتابة تاريخية ترشد إلى تاريخ إنجازه، أما واجهته التي تعلو بابه فقد نقش عليها سطر يرشد إلى اسم المعلم الذي قام بصنعه ويسمى «محمد الصفدي».
وتمتاز أرض الحرم الجنوبي عن غيرها، بزخرفة من الفسيفساء الملون الجميل، وتتميز مئذنة جامع طينال عن مآذن طرابلس بطرازها العمراني وبسلمين حجريين في داخلها. يؤدي أحدهما إلى داخل الجامع ويفضي الآخر إلى الخارج، وهما غير متقابلين بحيث إذا صعد اثنان في وقت واحد على السلمين لا يلتقيان حتى يصلا إلى شرفة المئذنة. أما البوابة الواقعة بين بيتي الصلاة وتبلغ في علوها علو بناء الجامع.
ذكر بعض المؤرخين أنه بني على أنقاض كنيسة من عصر الصليبيين، التي كانت قد بُنِيَت على أنقاض آثار معبد روماني الذي بني أيضاً على أساسات معبد بعل الفينيقي.

## معرض الصور

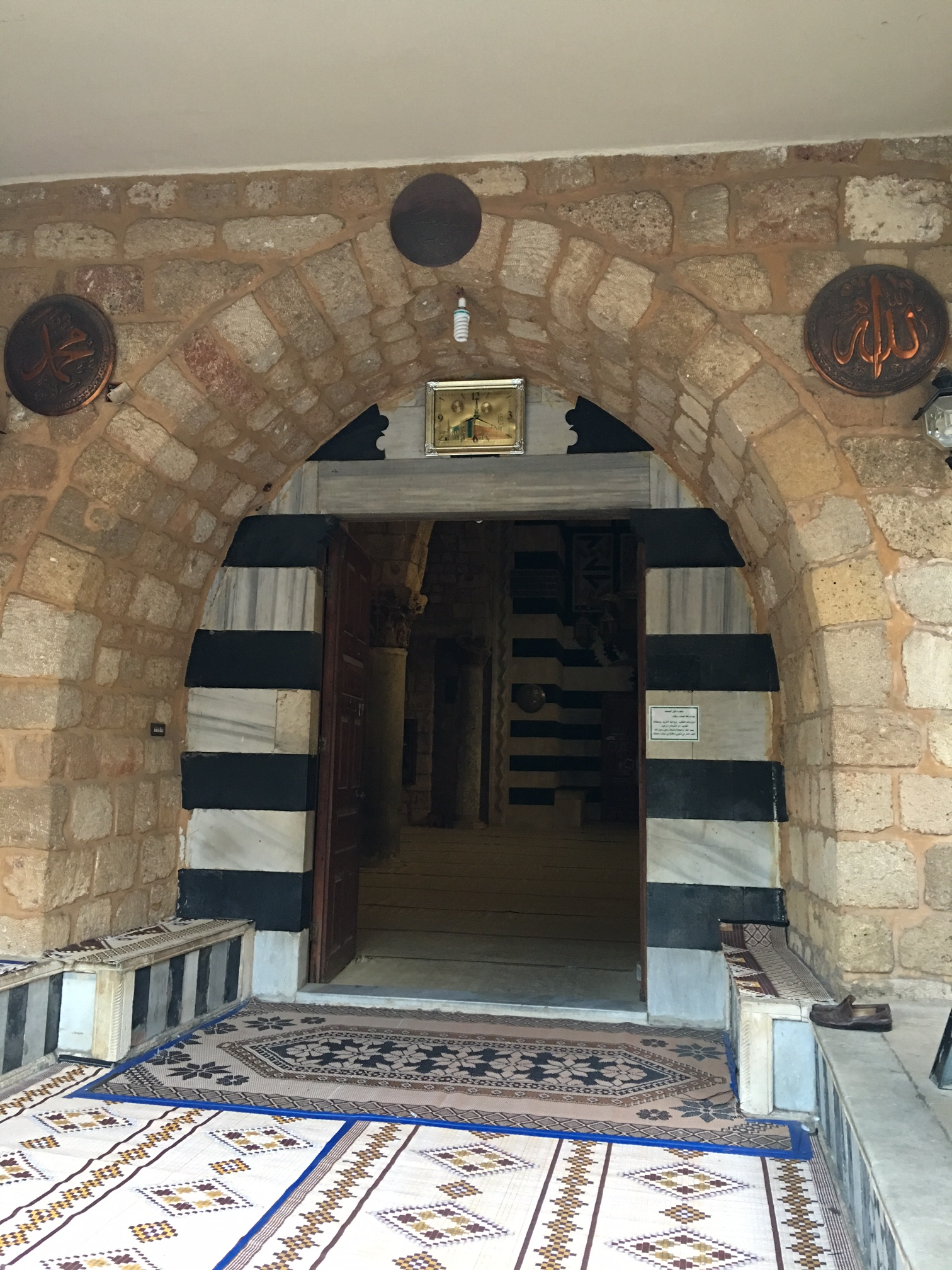
مدخل المسجد
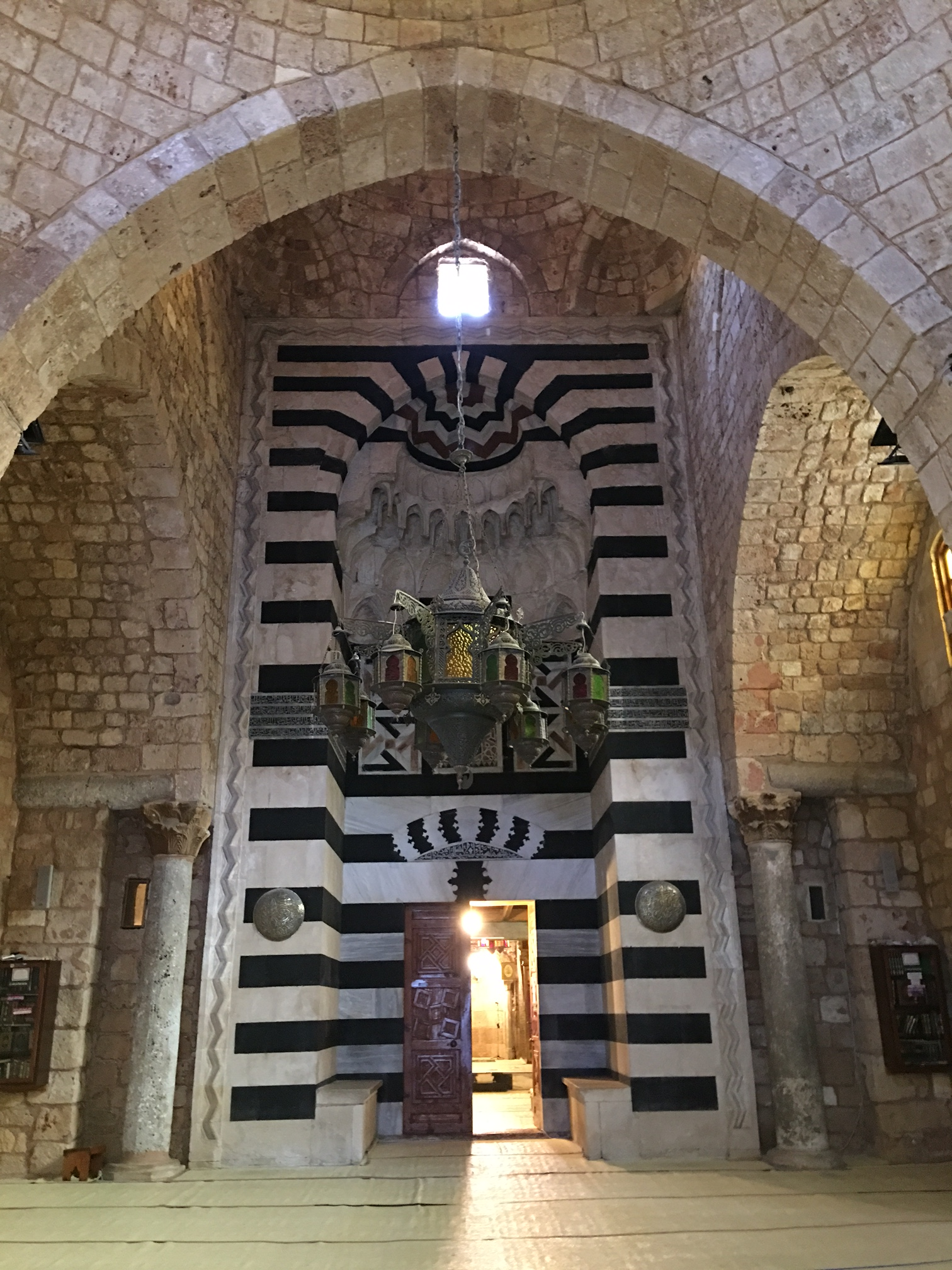
سقف المسجد
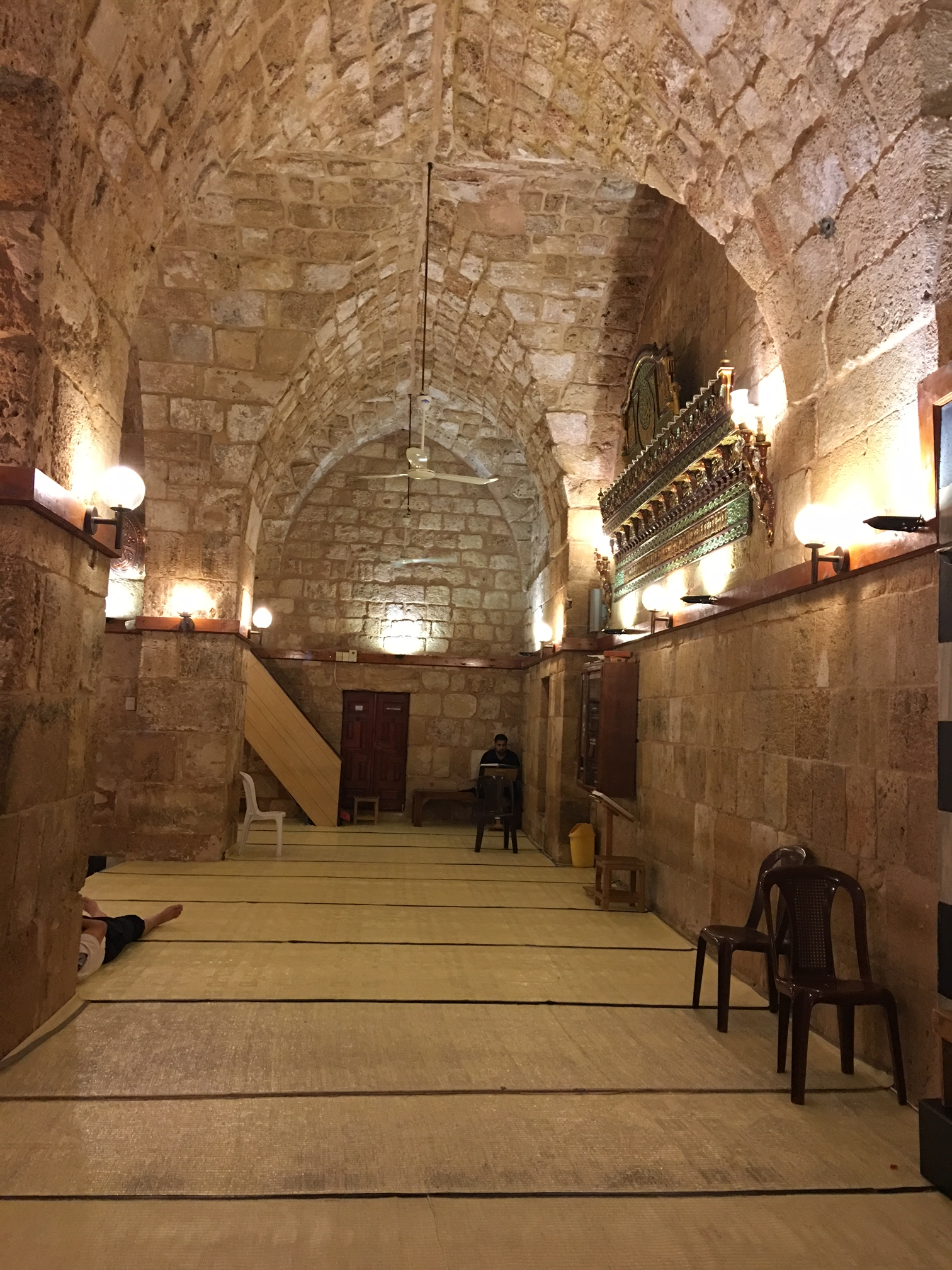
منظر داخلي للمسجد
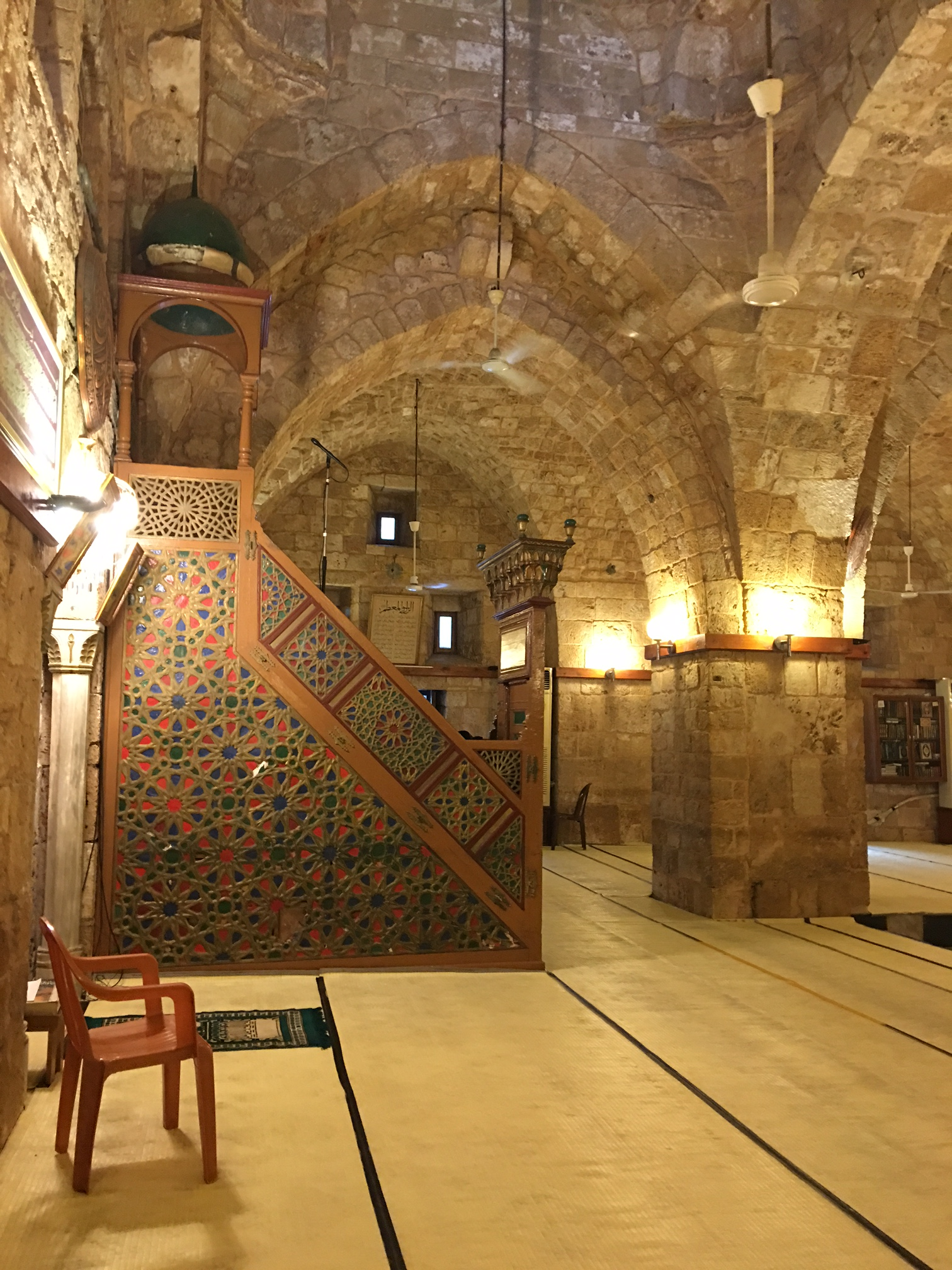
منبر المسجد

## وصلات خارجية
- مسجد طينال.. أعرق مساحد طرابلس شمالي لبنان، الجزيرة نت.
- Mosques in Tripoli, Lebanon